# Hamelia xorullensis
Hamelia xorullensis là một loài thực vật có hoa trong họ Thiến thảo. Loài này được Kunth mô tả khoa học đầu tiên năm 1820.